# Политическа философия
Политическа философия е изучаването на държавата, града, управлението, политиката, свободата, справедливостта, собствеността, правата, закона и прилагането му от властите: какви са те, защо (и дори дали) са необходими, кое прави едно управление легитимно, какви права и свободи трябва да защитава и защо, каква форма трябва да приема и защо, какво е законът, какви задължения гражданите дължат на легитимното управление, ако има, и кога може легитимно то да бъде свалено от власт – ако въобще. В един популярен, народен смисъл терминът „политическа философия“ често се отнася до общия възглед, специфична етика, политически вярвания или поведение относно политиката, които не принадлежат непременно „технически“ на някоя дисциплина от философията.
Политическата философия може също така да бъде разбрана чрез анализирането ѝ през перспективите на метафизиката, епистемологията и аксиологията.
Три основни въпроси на политическата философия са политическата икономика при която правата на собственост са дефинирани и достъпът до капитала е регулиран, нуждите за правосъдие в правораздаването и наказанието, и правилата на истината и доказателството, които определят отсъжданията в правото.

## История на политическата философия

### Античност

#### Западна философия
Като академична дисциплина, Западната политическа философия води своето начало от древна Гърция, когато градовете-полиси експериментирали широко с различни видове държавни уредби-монархия, тирания, олигархия, аристокрация и демокрация. Една от изключително важните първи разработки за политическата философия, е тази на Платон в „Държавата“ както и последвалата „Политика“ на Аристотел. Римската политическа философия била силно повлияна от Стоицизма, затова и римският политик Цицерон писал за политическата философия, като ясно излагал тезите на Стоицизма.

#### Философия на Далечния изток
Самостоятелно, Конфуций, Менций и Мо Дзъ, както и легалисткото училище в Китай и Законите на Ману, и Чанакя в Индия – всички се опитвали да намерят средства за възстановяване на политическата общност и нейната стабилност: последните трима се опитвали чрез култивирането на силата и налагането на дисциплина. В Индия, Чанакя и неговата Арташастра, разработили виждане, което напомня на Легалисткото движение и Николо Макиавели. Древните Китайска и Индийска цивилизации наподобяват на Гръцката древна цивилизация, по това, че една единна култура е разделена на враждуващи полиси. В случая с Китай, философите се чувствали задължени да се изправят пред социалния и политическия упадък и да търсят решение за кризата, като се противопоставят на цялата цивилизация. Конфуцианското училище винаги е разглеждало политическите проблеми въз основа на етиката, докато в други училища, изучаващи политическата мисъл, от които само в Китай е имало 12, не е било задължително да включват етиката при разглеждането на политическата философия. Въпреки реалното съществуване на такива политически училища, все още има западни учени, които отказват да приемат, че има нещо подобно като Китайска политическа философия. Китайският народ в крайна сметка приема Конфуцианската философия като единствен пазител на политическия дух.

### Средновековна християнска политическа мисъл
Свети Августин (Аврелий Августин, Августин Блажени или Августин от Хипон)
Ранната християнска философия на Августин от Хипон била най-общо пренаписване на Платон в контекста на християнската религия. Основната промяна, която християнството донесло, била смекчаване на ролята на Стоицизма и теорията за справедливост, характерни за Римския свят, и подчертаване на ролята на държавата във въвеждането на милосърдието като морален модел. Августин проповядвал, че човек не бил член на собствената си държава, а гражданин по-скоро на „Божия град“. Произведението на Августин „За божия град“(„De civitate Dei“) е важна за този период творба.
Според него Църквата, е общността от вярващи, които са достойни за земен живот и живеят в любяща близост, защото така им е възложено, но не заради самия земен живот. Божият град е земната, времевата антиципация на единството на душите с Бога. За разлика от нея светската държава е обвързана с този свят и затова е преходна. Когато се появява „За града Божи“, източните готи вече са плячкосали Рим и са доказали, че Римската империя също има своя край, както някога е станало с Вавилонското царство. Държавата е преходна, учи Августин, Църквата обаче не е – до края на историята. Разликата, която Августин прави между Божия и Светския град е от решаващо значение за историята на Западна Европа. Оттогава църква и държава стават две отделни институции. Светската култрура може до известна степен да се развива независимо от църковната, а църковната независимо от светската. В Източната църква, там където Римската империя надживява Августин с повече от хиляда години, тази разлика между църква и държава никога не е съществувала.
Тома Аквински (Тома от Аквино – ок. 1225 – 1274)
Тома Аквински е най-великият учител на средновековието, което разбира света като безкрайна йерархия от най-нисшето същество до върха, където стои Бог. Критерий за мястото на всяко същество в тази йерархия е степента на неговата „същност“. Голямата заслуга на Тома Аквински е поставянето на теологията на научна основа. За изясняването на тайните на вярата прилага принципа на „естествения разум“ и философските възгледи на Аристотел. След като обявява природата за добре управлявана от Бога, Тома потвърждава необходимостта от изследването и в духа на Аристотеловата традиция. Като казва „да“ на природата, той се отвръща от традиционната за църквата враждебност към тленното. Душата се стреми към съвършенство в Бога, обаче и тялото е дадено от Бога. Богоугодни и затова „естествени“ за Тома са и обществото, правото и държавата. Той приписва на държавата служебна роля спрямо църквата, но при него няма и помен от Августиновото презрение към „Световния град“ от гледна точка на „града Божи“. За него е естествено обществото да е разделено на Горе и Долу, на владетели и слуги, но той не признава произвола на властниците и бунтовете на слугуващите. Също като Аристотел той залага на златната среда във всичко отнасящо се до земния живот

## Съвремени тенденции в политическата философия
Съвременната политическа философия отразява сложните предизвикателства на съвременния свят, включително глобализацията, мултикултурния плурализъм и развитието на информационните технологии. Теми като права на човека, социална справедливост, екологична устойчивост и ролята на демокрацията са от съществено значение за съвременните политически философи. Философите се занимават с въпроси за развитието на демокрацията, управлението на глобалните проблеми и етичните аспекти на политическите решения. В този контекст, философските дебати играят важна роля в формулирането на стратегии за справяне с предизвикателствата пред съвременната политика и общество.